# Carlos do Carmo
Carlos do Carmo, nome artístico de Carlos do Carmo da Ascensão de Almeida ComIH • GOM (Lisboa, 21 de dezembro de 1939 – Lisboa, 1 de janeiro de 2021), foi um cantor e intérprete de fado português.

## Biografia

### Infância e juventude
Filho de Alfredo de Almeida, comerciante de livros e, posteriormente, proprietário da casa de fados O Faia, e de sua mulher, a fadista Lucília do Carmo, Carlos do Carmo nasceu na Maternidade Magalhães Coutinho. 
Passou a infância no bairro da Bica.
Estudou no Liceu Passos Manuel, indo depois prosseguir os estudos na Suíça, para onde partiu com 17 anos de idade. Ai frequentou o Institut auf dem Rosenberg, um colégio alemão de elite, situado em São Galo. Nesse estabelecimento teve oportunidade, durante três anos, de estudar intensamente línguas estrangeiras, tornando-se fluente em francês, inglês, alemão, italiano e espanhol. 
Depois, já em Genebra, obteve um diploma de profissional de Hotelaria.

### 1960-1970 — O surgimento da carreira artística
Apesar de se encontrar empregado na Companhia Nacional de Navegação, a morte do pai, em 1962, levou Carlos do Carmo a assumir a gerência d'O Faia, que, com o passar dos anos, se tornara numa concorrida casa de Fados da capital. 
N' O Faia começou a atuar para os amigos e clientes mais frequentes da casa, até que em 1964 abraçou definitivamente a carreira artística.
O surgimento de Carlos do Carmo como fadista dá-se após gravar com Mário Simões uma versão de Loucura, fado de Júlio de Sousa, interpretado também por Lucília do Carmo.
O fadista afirmaria que escolheu o fado Loucura porque ser o unico de que sabia a letra. Se bem que habituado a ouvir o Fado desde criança, quer na voz de sua mãe, quer na voz de outros intérpretes, como os fadistas populares que ouvia nas verbenas de Lisboa ou dos artistas que passavam pel'O Faia — Alfredo Marceneiro, Maria Teresa de Noronha ou Carlos Ramos, para citar os que mais admirava — o fadista viria a confessar que, nessa época, andava afastado da canção tradicional de Lisboa. Ganhara gosto, no limiar da adolescência, pela música de Luiz Gonzaga e Dorival Caymmi, até se deixar fascinar, pouco mais tarde, por Frank Sinatra e Jacques Brel. De resto, também o facto de passar vários anos no estrangeiro, contribuíra para que Carlos do Carmo se afastasse do Fado.
A sua versao de Loucura, gravada com o quarteto de Mário Simões, seria um desafio à forma tradicional de interpretar o Fado. Carlos do Carmo cantou este tema acompanhado de piano, baixo, guitarra elétrica e um coro de vozes femininas. A faixa começou a passar regularmente na rádio e, em consequência do sucesso que teve, surgiria, logo no ano seguinte, um EP em nome próprio: Carlos do Carmo com Orquestra de Joaquim Luiz Gomes.
Em 1967, a Casa da Imprensa distinguiu-o com o prémio Melhor Intérprete e, em 1970, atribuiu-lhe o prémio Pozal Domingues de Melhor Disco do Ano, para o seu primeiro álbum, intitulado O Fado de Carlos do Carmo, editado pela Alvorada em 1969.
Seria o início de uma das mais exemplares carreiras do panorama musical português, em geral, e do Fado, em particular.
Ainda em 1964, casou com Maria Judite de Sousa Leal, com quem teve três filhos, Cila do Carmo, Becas do Carmo e Gil do Carmo.

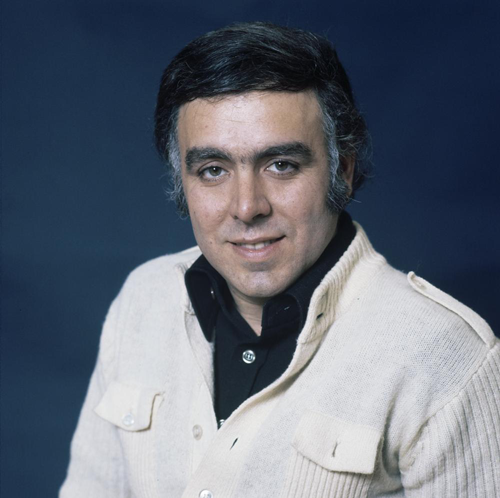
Carlos do Carmo (1976)

### 1970-1980 —Um Homem na Cidadee o protagonismo na renovação do Fado
À entrada da década de 1970, Carlos do Carmo grava diversos EPs e LPs, como O Fado em Duas Gerações, Carlos do Carmo e Lucília do Carmo, Por Morrer uma Andorinha ou Carlos do Carmo.
Entretanto, depois de algumas aparições na televisão, surgiu em 1972 como produtor e apresentador de um programa semanal na RTP: o Convívio Musical, por onde passam alguns dos grandes nomes da canção portuguesa e internacional.
Subsequentemente ao 25 de abril, no Festival RTP da Canção de 1976, em que esta adotou um modelo diferente do habitual, foi o único intérprete. Cantou oito canções, previamente selecionadas por um júri de dois elementos: Manuel da Fonseca e Pedro Tamen. As canções foram No teu poema (José Luís Tinoco), Novo Fado alegre (José Carlos Ary dos Santos/ Fernando Tordo), Os lobos e ninguém (José Luís Tinoco), Maria-criada, Maria-senhora (Tozé Brito), Flor de verde pinho (Manuel Alegre/ José Niza), Onde é que tu moras (Joaquim Pessoa/ Paulo de Carvalho) e Estrela da tarde (Ary dos Santos/ Fernando Tordo) — de entre estas, seria Flor de Verde Pinho, poema de Manuel Alegre e música de José Niza, a canção mais votada pelo público e, por consequência, aquela que interpretou em representação de Portugal no XXI Festival Festival Eurovisão da Canção. A participação daria o mote para a gravação do disco Uma Canção Para a Europa.
Referência obrigatória na história do Fado e na carreira de Carlos do Carmo foi o disco Um Homem na Cidade, editado em 1977 pela Trova. Neste álbum, interpreta poemas de José Carlos Ary dos Santos, aliados a um conjunto de composições musicais inovadoras, de autorias tão diversas como José Luís Tinoco, Paulo de Carvalho, António Victorino de Almeida, Frederico de Brito, Fernando Tordo, Joaquim Luís Gomes, Mário Moniz Pereira ou Martinho d'Assunção.
Com efeito, Carlos do Carmo deve grande parte dos seus êxitos a Ary dos Santos, entre eles Um homem na cidade (letra de Ary dos Santos e música de José Luís Tinoco), Lisboa, menina e moça (letra de Ary dos Santos, Joaquim Pessoa e Fernando Tordo, e música de Paulo de Carvalho), Estrela da Tarde (Ary dos Santos/ Fernando Tordo), Novo Fado alegre (Ary dos Santos/ Fernando Tordo), O homem das castanhas (Ary dos Santos/ Paulo de Carvalho), O amarelo da Carris (Ary dos Santos/ José Luís Tinoco), Sonata de Outono (Ary dos Santos/ Fernando Tordo), Fado varina (Ary dos Santos/ Mário Moniz Pereira), Fado do Campo Grande (Ary dos Santos/ António Victorino de Almeida), Balada para uma velhinha (Ary dos Santos/ Martinho d'Assunção) ou Menor maior (Ary dos Santos/ Fado das Horas). 
Mas o fadista irá trazer, ao longo da sua carreira, diversos novos autores para o Fado, como José Luís Tinoco (No teu poema, Os lobos e ninguém), António Lobo Antunes (Canção da Tristeza Alegre), José Saramago (Aprendamos o rito), Manuela de Freitas (Fado Penélope), Vasco Graça Moura (Nasceu assim, cresceu assim), Nuno Júdice (Lisboa Oxalá), Maria do Rosário Pedreira (Pontas soltas, Vem, não te atrases), Fernando Pinto do Amaral (Fado da Saudade) ou Júlio Pomar (Fado do 112). 

### 1980-1990 — Os palcos internacionais
Desde as suas atuações n'O Faia, inicialmente de forma informal para amigos, que se sucedem as apresentações ao vivo de Carlos do Carmo. 

Numa entrevista ao jornal A Capital, afirmaria que: (...) cantar é um ato de prazer, mas sobretudo no palco, que é um constante jogo de sedução, uma troca indescritível de sentimentos e emoções (...). 

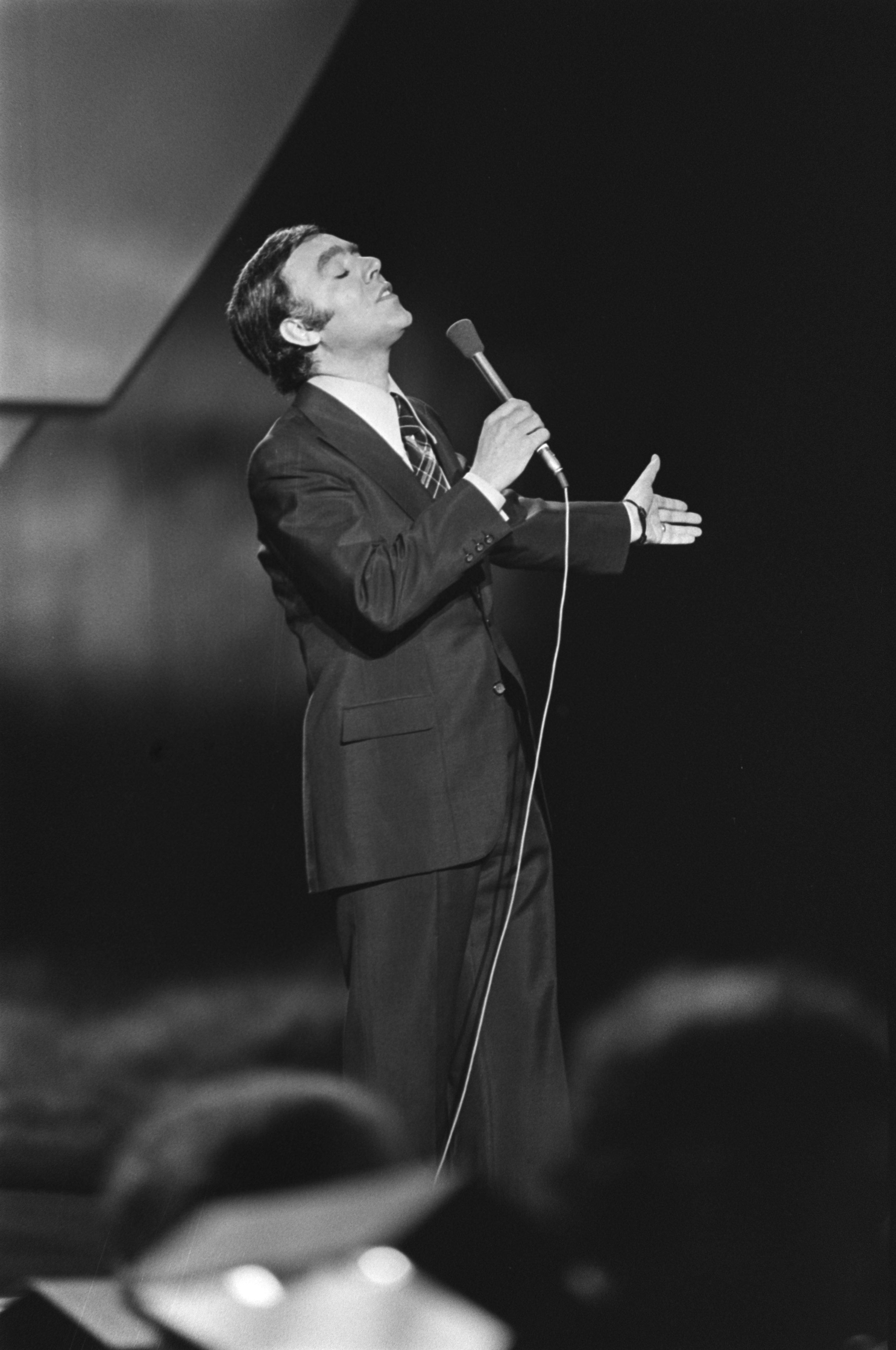
Carlos do Carmo (1976)

As suas primeiras digressões foram realizadas ainda no início da década de 1970, com espetáculos em Angola, EUA e Canadá, dirigidos sobretudo para a diáspora portuguesa. 
Em 1973, contudo, estreava-se no Brasil, ao lado de Elis Regina, num concerto realizado no Copacabana Palace, Rio de Janeiro.
A partir do ano de 1979, quando abandona a gerência d'O Faia, intensifica as suas apresentações ao vivo, e em particular, fora de Portugal. 
O cantor assinalaria sempre a sua passagem pelo Olympia de Paris como um fator determinante no seu percurso pelos palcos internacionais. A sua estreia na sala parisiense ocorreu com um espetáculo realizado nas noites de 11 e 12 de outubro de 1980 e foi bem sucedida — recordando o momento em que interpretou a canção La Valse A Mille Temps, de Jacques Brel, dirá mais tarde «a sala veio abaixo!» (cfr. Carlos do Carmo: Um Homem no Mundo, in RTP Play). 
Ao Olympia seguir-se-ia a sua primeira atuação na Alte Oper de Frankfurt, em 1982, palco onde teve tal sucesso que a gravação do espetáculo foi editada em disco e motivou convites para atuar nos dois anos seguintes.
Além das suas atuações no Olympia e na Ópera de Frankfurt, são de assinalar as suas passagens pela Ópera de Wiesbaden, no Canecão do Rio de Janeiro, pelo Hotel Savoy de Helsínquia, o Teatro da Rainha em Haia, o Teatro de São Petersburgo, no Place des Arts em Montreal, o Tivoli de Copenhaga ou no Memorial da América Latina em São Paulo.
Em Portugal, ate ao fim da sua carreira, passaria pelos coliseus de Lisboa e do Porto, o Casino Estoril, o Centro Cultural de Belém, o claustro do Mosteiro dos Jerónimos, a Fundação Calouste Gulbenkian. 
Outro facto assinalável na década de 1980, e marcante da obra discográfica de Carlos do Carmo, seria o lançamento de Um Homem no País, em 1984, novamente um projeto em torno de poemas de Ary dos Santos. Tratar-se-ia do ultimo trabalho da profícua parceria com Ary dos Santos, falecido pouco depois, e que se destacou como a primeira edição em formato CD de um artista português.

### 1990-2020 — Os derradeiros originais e a ligação às novas gerações do Fado
No início de 1990, sofreu um acidente durante um espetáculo em Bordéus, caindo do palco para a primeira fila da plateia, uma queda de uma altura equivalente a um andar, que o obrigou a uma longa recuperação. Em março de 1991, fez o seu regresso no Casino Estoril, apresentando um espectáculo intitulado Vim Para o Fado e Fiquei.
Regressou à televisão, com um programa como o seu próprio nome — Carlos do Carmo — transmitido em mais de trinta emissões entre 1997 e 1998, onde conversa com diversos convidados, sobre temas que vão desde o Fado, à música em geral, mas também a outras vertentes artísticas.
Em 2007, Carlos do Carmo apresentou, no Museu do Fado, um álbum intitulado À Noite, que reuniu textos inéditos de Nuno Júdice, Fernando Pinto do Amaral, Maria do Rosário Pedreira, Júlio Pomar, Luís Represas, José Luís Tinoco e José Manuel Mendes, para as músicas de fados tradicionais da autoria de Armandinho, Joaquim Campos e Alfredo Marceneiro.
Em 2010, juntou-se ao pianista e compositor Bernardo Sassetti para fazer o álbum Carlos do Carmo & Bernardo Sassetti, onde recriou canções marcantes de outros intérpretes, entre elas Cantigas do Maio (Zeca Afonso), Lisboa que amanhece (Sérgio Godinho), Porto sentido (Rui Veloso), Foi por ela (Fausto Bordalo Dias), Quand On N'a Que L'Amour (Jacques Brel) ou Gracias a la vida (Violeta Parra).
Desde o início da década de 2000, numa relação próxima com as novas gerações do Fado, promoveu atuações conjuntas com novos fadistas. Foi o caso de Mariza; — Gala de Fado do Casino Estoril, a 8 de junho de 2004, por exemplo — ou Camané; concerto de encerramento das Festas de Lisboa, nos jardins da Torre de Belém, em 2006, por exemplo.
Essas ligações seriam reforçadas com a edição, em 2014, do álbum Fado é amor, apresentado nesse ano no Coliseu dos Recreios, onde o fadista apresentou temas gravados com Camané, Mariza, Ana Moura, Aldina Duarte, Cristina Branco, Mafalda Arnauth, Ricardo Ribeiro, Marco Rodrigues, Raquel Tavares e Carminho.
Anunciou em 7 de fevereiro de 2019 o fim de atuação em palcos. Os seus últimos concertos foram a 12 de outubro no Theatro Circo, a 2 de novembro no Coliseu do Porto e a 9 de novembro no Coliseu dos Recreios.
Carlos do Carmo morreu no dia 1 de janeiro de 2021 no Hospital de Santa Maria, em Lisboa, devido a um aneurisma. As cerimónias fúnebres ocorreram dia 4 de janeiro, na Basílica da Estrela, sendo sepultado no Cemitério dos Prazeres, em Lisboa.
Em abril do mesmo ano era publicado o ultimo álbum de originais do fadista, gravado ao longo dos seus três últimos anos de vida. Intitulado "E ainda...", nele sao interpretados poemas e/ ou letras de Herberto Helder, José Saramago, Sophia de Mello Breyner, Vasco Graca Moura, Mia Couto, Hélia Correia, Júlio Pomar e Jorge Palma. A letra assinada por Jorge Palma a seu pedido, "Canção de Vida", seria depois por reinterpretada por Palma no seu álbum "Vida". 

### Prémios e distinções
Foi, por duas vezes, agraciado pela Presidência da República com graus honoríficos — no final da década de 1990, mais precisamente, a 4 de setembro de 1997, o Presidente Jorge Sampaio atribuiu-lhe o grau de Comendador da Ordem do Infante D. Henrique. Posteriormente, a 28 de novembro de 2016, o Presidente Marcelo Rebelo de Sousa fê-lo Grande-Oficial da Ordem do Mérito, distinção que lhe foi entregue em cerimónia realizada a 3 de dezembro de 2016.
Recebeu diversos outros prémios, atribuídos pelos seus álbuns ou pela sua carreira — em 1991, a Casa da Imprensa, entregou-lhe o prémio Prestígio, no âmbito da Grande Noite do Fado. Em 1998, a SIC e a revista Caras atribui-lhe o Globo de Ouro de Excelência e Mérito; uma distinção que antes tinha sido atribuída a Mário Soares, David Mourão-Ferreira ou Ruy de Carvalho. Já em 2002, o álbum Nove Fados e Uma Canção de Amor, valeu-lhe um Globo na categoria de Melhor Disco do Ano.
Em 2003, recebeu o Prémio José Afonso, atribuído pela Câmara Municipal da Amadora, na sequência do qual foi publicado o livro Carlos do Carmo, do Fado e do Mundo, uma entrevista biográfica realizada por Viriato Teles.
Em 2004, o então Presidente da Câmara Municipal de Lisboa, Pedro Santana Lopes, atribuiu-lhe a Medalha de Mérito Municipal, de grau ouro, o mais elevado.

#### Prémio Goya
Em 2008, recebeu em Espanha, em conjunto com o poeta Fernando Pinto do Amaral, o prestigiado Prémio Goya, na categoria de Melhor Canção Original, com o Fado da Saudade. A canção faz parte da banda sonora do filme Fados, que concorria à edição de 2008 daqueles que são considerados os óscares espanhóis. No entanto, foram levantadas dúvidas sobre a verdadeira autoria deste fado.

#### Grammy Latino
Em 2014, tornou-se, a par da soprano Elisabete Matos, no segundo artista português a ganhar um Grammy, obtido na categoria Excelência Musical, entregue apenas aos artistas pelo conjunto da obra que produziram ao longo da sua carreira e não devido ao êxito que lograram com determinada canção ou álbum. No mesmo ano, a 19 de novembro, o fadista recebe o Grammy Latino de Carreira, no Hollywood MGM de Las Vegas.

#### Outras homenagens
Na sequência do prémio volta a ser homenageado pela Câmara Municipal de Lisboa, que lhe outorgou, pela mão de António Costa, uma nova Medalha de Mérito Municipal.
Também a Rádio Comercial lhe prestou uma singular homenagem, ao produzir um vídeo onde 35 cantores portugueses de diferentes gerações cantam Lisboa Menina e Moça, entre eles Paulo de Carvalho, Jorge Palma, Rui Reininho, Camané, Mariza, Aurea, Ana Moura, Tiago Bettencourt ou David Fonseca.
A cidade de Lisboa atribui nome de Carlos do Carmo ao passeio na zona ribeirinha localizado entre o Terreiro das Missas e o Jardim das Docas da Ponte.
Em 2008 Carlos do Carmo recebeu uma estrela em sua homenagem no Muro da Fama - Nirvana Studios.

## Manifestações politicas
Embora declarando-se independente, Carlos do Carmo manifestou, por largos anos, apoio ao Partido Comunista Português. 
Em 2009, porem, surgiria como mandatário da candidatura socialista de António Costa à presidência da Câmara de Lisboa. 
Já em 2015, voltou a manifestar publicamente o seu apoio a António Costa, enquanto candidato as eleições legislativas desse ano; embora recusando definir-se como "simpatizante socialista".

## Discografia

### Singles e EPs
- Mário Simões e o seu Quarteto apresentando Carlos do Carmo (1963, Alvorada)
  - Loucura (com Carlos do Carmo) / Cinderela / Só Dor / Twist Desconjuntado
- Carlos do Carmo com Orquestra de Joaquim Luiz Gomes (1964, Alvorada)
  - Loucura / Estranha Forma de Vida / Lisboa Casta Princesa / Viela
- Mais Fados por Carlos do Carmo (1965, Alvorada)
  - O Resto da Minha Esperança / O Trem Desmantelado / A Rua do Silêncio / Romance das Horas Paradas
- Fados do Meu Coração - Carlos do Carmo com a Orquestra de Joaquim Luís Gomes (1965, Decca)
  - Rainha Santa / Fica Comigo Saudade / O Fado
- Fado Razão da Minha Vida - Carlos do Carmo e a Guitarra de Jaime Santos (1965, Decca)
  - Agora Choro à Vontade / Quadras Dispersas / Saudade Mal do Fado / As Três Normas
- Carlos do Carmo (1967, Philips)
  - A Rua do Desencanto / Fica-te Mesmo a Matar / Quadras Soltas / Dá Tempo ao Tempo
- Carlos do Carmo em Paris (1967, Decca)
  - Há Festa na Mouraria / Quadras de Amor / Um Dia / Vestida de Madrugada
- Carlos do Carmo canta Fado (1969, Philips)
  - Por Morrer uma Andorinha / Padre Nosso /  Júlia Florista / Aquela Feia
- Carlos do Carmo no Curto Circuito [ao vivo] (1970, Tecla)
  - Pedra Filosofal / A Voz que eu Tenho / Menino d’Oiro
- Carlos do Carmo (1972, Tecla)
  - Duas Lágrimas de Orvalho / Sou para vós Donde Venho / Canto para não chorar / O Fruto Dá a Vida
- Por Morrer Uma Andorinha (1973, Philips)
  - Por Morrer Uma Andorinha / Padre Nosso / A Júlia Florista / Aquela Feia
- Carlos do Carmo (1973, Tecla)
  - Ferro Velho / Aurora Boreal / Amor Total / Dizer que Sim à Vida
- Partir é Morrer um Pouco (1973, Tecla)
  - Partir é Morrer um Pouco / Fado dos Sonhos / Canção de Madrugar / Soneto XIV
- Carlos do Carmo (1973, Tecla)
  - Canoas do Tejo / Não digam ao Fado / Canção Grata / O Fruto dá a Vida
- Gaivota (1973, Tecla)
  - Gaivota / Guardei na minha Saudade / Fado da Noite / Rodam as 4 Estações
- Não se Morre de Saudade (1973, Tecla)
  - Não se Morre de Saudade / A Voz que eu Tenho / A Saudade Aconteceu / Mãos Vazias
- Vim Para o Fado (1973)
  - Vim Para o Fado / Será Triste mas é Fado / Bairro Alto / Já me Deixou
- Something / Love Story (1973, Tecla)
  - Something / Love Story
- Pomba Branca (1974, Tecla)
  - Pomba Branca / Menino d’Oiro / Andorinhas / Bailado
- A Voz Que Eu Tenho (1975, Trova)
  - O Nosso Amor é Livre / Cidade Cinzenta / Sou da Noite / Tenho a Pátria num Rosto de Criança
- Have a Smile on Your Face (1976, Movieplay)
  - Have a Smile on Your Face / The Blind Man who Can See
- Have a Smile on Your Face (1976, Crystal)
  - Have a Smile on Your Face / I Know an Old Man
- Lisboa Menina e Moça (1976, Movieplay)
  - Lisboa Menina e Moça / Estrela da Tarde
- O Que Sobrou de Um Queixume (1976, Movieplay)
  - O Que Sobrou de Um Queixume / Fado Penélope
- Carlos do Carmo e Don Byas (1976, Philips)
  - The Shadow of Your Smile / I’ve Got You Under My Skin
- Os Putos (1978, Trova)
  - Os Putos / O Fado de Todos Nós
- O Fado dos Cheirinhos (1979, Philips)
  - O Fado dos Cheirinhos / Kyrie
- Retalhos/Raiz (1980, Philips)
  - Retalhos / Raiz
- Saudade de Elis (1980, Philips)
  - Elis / Diamante

### Álbuns
- O Fado de Carlos do Carmo (1969, Alvorada)
  - Alvorada / O Resto da Minha Esperança / O Trem Desmantelado / A Rua do Silêncio / Romance das Horas Paradas / Sempre que Lisboa Canta / Velha Lisboa / Estranha Forma de Vida / Loucura / Lisboa Casta Princesa / Viela / Coimbra / Uma Casa Portuguesa
- O Fado Em Duas Gerações [com Lucília do Carmo] (1969, Decca)
  - Fica Comigo Saudade / Maria Madalena / Agora Choro à Vontade / Rainha Santa / Não Gosto de Ti / As Três Normas / O Fado / Tia Dolores / Quadras Dispersas / Senhora da Saúde / Saudade Mal do Fado / A Cor da Mágoa
- Fado Lisboa – An Evening At The “Faia” [com Lucília do Carmo] (1969, Philips)
  - A Rua do Desencanto / Fica-te Mesmo a Matar / Desgarrada com Carlos do Carmo / Não Voltes à Minha Porta / Corrido do Mestre Zé (instrumental) / Quadras Soltas / Dúvida (instrumental) / Madragoa / Fado em Dó (instrumental) / Sete Colinas / Noites no "Faia" (instrumental) / Dá Tempo ao Tempo
- Por Morrer Uma Andorinha (1970, Philips)
  - Por Morrer uma Andorinha / Há Festa na Mouraria / Um Dia / Fica-te Mesmo a Matar / Quadras Soltas / Júlia Florista / Padre Nosso / A Rua do Desencanto / Dá Tempo ao Tempo / Aquela Feia / Quadras de Amor / Vestida de Madrugada
- Carlos do Carmo (1970, Tecla) (reedição sob o título 'Saudade': 1973, Tecla) (reedição sob o título 'A Saudade Aconteceu': Movieplay) (reedição sob o título 'Carlos do Carmo': 2013, Universal)
  - Gaivota / Bairro Alto / Vim para o Fado / Fado da Noite / Será Triste mas é Fado / Já me Deixou / A Saudade Aconteceu / Não se Morre de Saudade / Mãos Vazias / Guardei na Minha Saudade / A Voz que eu Tenho / Rodam as Quatro Estações
- Carlos do Carmo com a Orquestra de Jorge Costa Pinto (1972, Tecla) (reedição sob o título 'Canoas do Tejo': 1998, Movieplay) (reedição sob o título 'Canoas do Tejo': 2013, Universal)
  - Ferro Velho / Aurora Boreal / Canção de Madrugar / Soneto XIV / Dizer que Sim à Vida / Amor Total / Canoas do Tejo / Partir é Morrer um Pouco / O Fruto dá a Vida / Canção Grata / Não Digam ao Fado / Fado dos Sonhos
- Êxitos (1973, Tecla)
  - Gaivota / Estranha Forma de Vida / Bairro Alto / Por Morrer uma Andorinha / Vim para o Fado / Loucura / A Voz que eu Tenho / Duas Lágrimas de Orvalho / Não se Morre de Saudade / Agora Choro à Vontade / A Saudade Aconteceu / Rua do Silênci
- Carlos do Carmo (1975, Tecla) (reedição sob o título 'Pedra Filosofal': 1975, Edisom)
  - Maria Vida Fria / Bailado / I Giorni dell’Arcobaleno / Los Ejes de Mi Carreta / La Valse à Mille Temps / Andorinhas / Pomba Branca / Menino d’Oiro / Pedra Filosofal / Puedo Escribir los Versos
- Uma Canção Para a Europa (1976, Movieplay / PROCOPE RTP) (reedição sob o título 'Carlos do Carmo': 1980, Polskie Nagrania) (reedição sob o título 'Uma Canção Para a Europa': 2013, Universal)
  - Onde é Que tu Moras / Estrela da Tarde / Os Lobos e Ninguém / Novo Fado Alegre / No Teu Poema / Maria Criada/Maria Senhora / Cantiga de Maio / Uma Flor de Verde Pinho / Lisboa, Menina e Moça / Meu Nome é Fado
- Um Homem na Cidade (1977, Trova) (reedição sob o título 'Un Parfum de Fado, Vol. 1 Carlos do Carmo': 1993, Playa Sound) (reedição: 1995, Polygram)
  - Um Homem na Cidade / O Cacilheiro / Fado do Campo Grande / O Amarelo da Carris / Namorados da Cidade / Nova Feira da Ladra / O Homem das Castanhas / Rosa da Noite / Fado Varina / Fado dos Azulejos / Fado da Pouca Sorte / Balada Para Uma Velhinha
- Carlos do Carmo com Guitarras (1978, Tecla)
  - Andorinhas / Duas Lágrimas de Orvalho / Não Se Morre de Saudade / Canto Para Não Chorar / Mãos Vazias / Rodam as Quatro Estações	/ A Saudade Aconteceu / Bailado / Guardei na Minha Saudade / Sou Para Vós Donde Venho / A Voz que Eu Tenho / O Fruto Dá a vida
- Dez Fados Vividos (1978, Trova) (reedição sob o título 'Un Parfum de Fado, Vol. 6 Carlos do Carmo' com a faixa extra "Os Putos": 1993, Playa Sound) (reedição: 1995, Polygram)
  - Gaivota / Lisboa Menina e Moça / Partir é morrer um pouco / Bairro Alto / Por morrer uma andorinha / Canoas do Tejo / Andorinhas / Vim para o Fado / Não se morre de saudade / Duas lágrimas de orvalho
- Álbum (1980, Polygram)
  - Raiz / O Madrugar de Um Sonho / Lisboa Cidade Abril / Maus Tempos / Um Fado / Retalhos / Pequena Serenata Diurna / Ronda / La Valse a Mille Temps / Um Beijo no Futuro
- Um homem no país (1983, Polygram), com produção e direcção musical de José Mário Branco, que foi também sido o autor das letras das canções "Fado excursionista", "Fado Manguela" e "Fado Ultramar"[40]
  - Fado Excursionista / Fado das Amendoeiras / Fado da Madeira / Fado da Serra / Fado da Leziria / Fado Transmontano / Fado Moliceiro / Fado Manguela / Fado dos Açores / Fado do Trigo / Fado do Minho / Fado Burrico / Fado Ultramar
- Mais do que amor é amar (1986, Polygram)
  - Aprendamos o Rito / Maior-Menor / À Memória de Anarda / Elegia do Amor / Não És Tu / Por Morrer Uma Andorinha / Ao Gosto Popular / A Maria / Aquela Praia Ignorada / Carta a Ângela
- Que se fez homem de cantar (1990, Polygram), José Mário Branco foi um dos responsáveis pelos arranjos e direcção musical do álbum[41]
  - Teu Nome Lisboa / Sonata de Outono / Zé do Bote / Olhos Garotos / Cumplicidade / Velho Cantor / Mestre Fado / Pôr-do-Sol / Alfabeto Fadista / Mar Português / Teu Nome Lisboa
- Margens (1996, EMI) (reedição: 2012, Universal)
  - Palavras Minhas / Calçada à Portuguesa / Canção da Tristeza Alegre / Voz Marinheira / Luz de Corvo / Mar Menor / A Navalha / Soneto a Cesário / Robertos de Feira / Meu Fim de Semana / Flor de Cera / Verde Antigo
- Nove Fados e uma Canção de Amor (2002, Universal)
  - Partida / A Morte da Mariquinhas / Casa do Fado / Fado Maestro / Nasceu Assim, Cresceu Assim / Fado Mulato / Três Sílabas de Sal / Dois Portos / Eu Canto / Sombra do Desejo
- À Noite (2007, Universal)
  - Insónia / Pontas Soltas / Fado do 112 / Lisboa Oxalá / Margens da Solidão / À Noite / A Guitarra e o Clarim / Vem, Não Te Atrases / Madrugada / Vou Contigo, Coração / Fado dos Meus Fados / Enredo // temas extra da 2ª edição: Fado da Saudade / Fado Tropical
- Carlos do Carmo & Bernardo Sassetti [com Bernardo Sassetti] (2010, Universal)
  - Retrato / Cantigas do Maio / Lisboa Que Amanhece / Gracias à La Vida / Porto Sentido / O Sol / Foi Por Ela / Avec Le Temps / Quando on a Que L'Amour / Talvez Por Acaso
- Maria João Pires/ Carlos do Carmo [com Maria João Pires] (2012, Universal)
  - Morrer de Ingratidão / No Lado Esquerdo do Peito / Canto Três / Teclado / Se Não Tenho Outra Voz / Paixão / Separação / Sem Palavras / Invenção de Mim
- Fado é amor (2013, Universal).
- E ainda... - Obrigado! (Ao vivo). Disco doble (2021, Universal).
- Duetos (2023, Universal).

### Álbuns ao vivo
- Ao vivo no Olympia / Live at the Olympia / En Public a l’Olympia (1980, Polygram)
  - Abertura / Por Morrer uma Andorinha / Bairro Alto / Um Homem na Cidade / Fado do Campo Grande / Os Putos / Estrela da Tarde / Menino d’Oiro / Uma Cantiga de Amor / Cavalo à Solta / Amélia dos Olhos Doces / Raiz / Redondilha / Os Pontos nos iii / Rosalinda / Tejo que Levas as Águas / Pedra Filosofal / Canoas do Tejo / La Valse A Mille Temps / Lisboa Menina e Moça
- Live Alte Oper Frankfurt (1983, Polygram)
  - Canoas do Tejo / Gaivota / Mouraria / Menor / Dois Tons / Bairro Alto / Duas Lágrimas de Orvalho / O Homem das Castanhas / Os Putos / Fado dos Açores / Fado Lezíria / Fado Transmontano / Fado Manguela / Fado Ultramar / Lisboa Menina e Moça
- Em Concerto (compilação, 1987, Philips)
  - Gaivota / Por Morrer uma Andorinha / Um Homem na Cidade / Fado do Campo Grande / Estrela da Tarde / Menino d'Oiro / Canoas do Tejo / Menor-Maior / Não És Tu / Bairro Alto / Duas Lágrimas de Orvalho / O Homem das Castanhas / Os Putos / Fado dos Açores / Lisboa Menina e Moça
- Ao Vivo no Canecão (1988, Portugal Musical) (editado em CD pela Universal em 2012 na caixa "Ao Vivo nas Salas Míticas")
  - Mar Português / Bairro Alto / O Homem das Castanhas / O Cacilheiro / Canoas do Tejo / Pedra Filosofal / Brasileirinho-variação / Mestre Fado / Um Homem na Cidade / Menino d'Oiro / Gracias a La Vida / Lisboa Menina e Moça
- Ao Vivo No CCB: Os Sucessos de 35 Anos de Carreira (1999, EMI)
  - Improviso (Instrumental) / O Amarelo da Carris / Um Homem Na Cidade / Fado Do Campo Grande / Gaivota / Medley (Homem das Castanhas-Bairro Alto-Os Putos- Lisboa, Menina e Moça) / Aprendamos O Rito / Vida Vivida / Amar Não é Pecado / Sonata de Outono / Loucura / Acordem as Guitarras / A Minha Rua / Duas Lágrimas de Orvalho / Maior-Menor / Recado a Lisboa / Poetas de Lisboa / Voz Marinheira / Bailarina / Canoas Do Tejo / À Memória de Anarda / Viela
- Ao Vivo no Coliseu dos Recreios de Lisboa (2004, Universal)
  - Lisboa Menina e Moça / Loucura / Duas Lágrimas de Orvalho / Menor-Maior / Os Putos / Estranha Forma de Vida / Nasceu Assim, Cresceu Assim	 / Dois Portos / À Memória de Anarda / Bailarina / Estrela da Tarde / Teu Nome Lisboa / O Homem das Castanhas / Por Morrer uma Andorinha / Gaivota / Fado Ultramar / Fado Maestro / Um Homem na Cidade / Palavras Minhas / Bairro Alto / Canoas do Tejo
- Ao Vivo no Casino [com Mariza] (2004, EMI/Corda Seca/Público)
  - (...) CC: Menor-Maior / A Rua do Silêncio / Aprendamos o Rito / À Memória de Anarda / Por Morrer uma Andorinha // CC e M: Estranha Forma de Vida
- Montepio Geral apresenta Orquestra Metropolitana de Lisboa e Carlos do Carmo (2005, Universal/Montepio Geral)
  - (...) OML e CC: Palavras Minhas / Por Morrer uma Andorinha / O Cacilheiro / Fado Ultramar / Um Homem na Cidade / Fado Maestro / Fado Penélope / Bairro Alto / Gaivota / Canoas do Tejo
- Ao Vivo no Casino do Estoril (2010, Universal/Público)
  - Nasceu Assim, Cresceu Assim / Eu Canto / Pontas Soltas / Fado Ultramar / Teu Nome Lisboa / Estrela da Tarde / Fado do Campo Grande / Duas Lágrimas de Orvalho / Um Homem na Cidade / Por Morrer uma Andorinha
- Ao Vivo nas Salas Míticas (caixa 4CD: Ao vivo no Olympia / Live Alte Oper Frankfurt / Ao Vivo no Canecão / Ao Vivo no Coliseu dos Recreios de Lisboa) (2012, Universal)

### Antologias
- O Maior Intérprete da Música Portuguesa (1979, Philips, Brasil)
  - O Fado dos Cheirinhos / Por Morrer uma Andorinha / Onde é que tu Moras / Estrela da Tarde / Os Lobos e Ninguém / Novo Fado Alegre / No Teu Poema / Os Ninhos / Kyrie / Maria Criada, Maria Senhora / Cantiga de Maio / Uma Flor de Verde Pinho / Lisboa Menina e Moça / Meu Nome é Fado
- A Arte e a Música de Carlos do Carmo (1982, Polygram)
  - Na Trova: Por Morrer uma Andorinha / Bairro Alto / Canoas do Tejo / Gaivota / Vim para o Fado | Na Aurora: Um Homem na Cidade / Fado do Campo Grande / Fado Ultramar / Balada para uma Velhinha / Lisboa Menina e Moça | Em Viagem: Chanson d’Antan / Have Smile on Your Face / Pequeña Serenta Diurna / La Valse a Mille Temps / I Have Got You Under My Skin | No Sonho: Estrela da Tarde / Os Lobos e Ninguém / Menino d’Oiro / No Teu Poema / Retalhos
- A Touch Of Class (1985, Henda)
  - Fado do Excursionista / Por Morrer uma Andorinha / Não se Morre de Saudade / Balada para uma Velhinha / Fado dos Açores / Have a Smile on Your Face / Estrela da Tarde / Chanson d’Antan / Os Lobos e Ninguém / No Teu Poema
- O Melhor de Carlos do Carmo (1993, Selecções do Reader’s Digest)
- O Melhor dos Melhores, Carlos do Carmo (1994, Movieplay)
  - Canoas do Tejo / Meu nome é fado / Novo fado alegre / Partir é morrer um pouco / Não digam ao fado / Fado dos sonhos / Dizer que sim à vida / Ferro velho / No teu poema / Lisboa menina e moça / Uma flor de verde pinho / Onde é que tu moras / Amor total / Canção grata / Estrela da tarde / O fruto dá a vida / Aurora Boreal / Canção de madrugar
- Os Azulejos, O Fado e a Guitarra Portuguesa (2002, EMI/Corda Seca)
  - Fado dos Azulejos / O Amarelo da Carris / Rosa da Noite / Fado dos Cheirinhos / Fado Penélope / Fado Excursionista / Fado do Moliceiro / Os Putos Vim Para o Fado / Não És Tu / Poetas de Lisboa / Maus Tempos
- Do Tempo do Vinil (2003, Universal)
  - Kyrie / O Fado dos Cheirinhos / Fado Penélope / O Que Sobrou de um Queixume / Sou da Noite / O Nosso Amor é Livre / Cidade Cinzenta / Tenho a Pátria num Rosto de Criança / Fado Ultramar / Elis
- O Fado do Público: Carlos do Carmo (2004, Universal/Corda Seca/Público)
  - Fado dos Azulejos / O Amarelo da Carris / Rosa da Noite / Fado dos Cheirinhos / Fado Penélope / Fado Excursionista / Fado do Moliceiro / Os Putos Vim Para o Fado / Não És Tu / Poetas de Lisboa / Maus Tempos
- 40 Anos de Carreira (2005, Selecções do Reader's Digest)
  - CD1: Lisboa Menina e Moça / Júlia Florista / A Rua do Desencanto / O Amarelo da Carris / Dá Tempo ao Tempo / Casa do Fado / Aquela Feia / Partida / Três Sílabas de Sal / O Madrugar de Um Sonho / A Maria / Quadras Soltas / Raiz / Fado Mulato / Fica-te Mesmo a Matar / Canção de Madrugar / Estranha Forma de Vida / Uma Flor de Verde Pinho / Loucura / Os Putos // CD2: Canoas do Tejo / Gaivota / Estrela da Tarde / No Teu Poema / O Homem das Castanhas / Bairro Alto / Quadras de Amor / Nasceu Assim, Cresceu Assim / Um Fado / Lisboa Cidade Abril / Fado Penélope / Morte da Mariquinhas / Sombra do Desejo / Eu Canto / Padre Nosso / Tenho a Pátria num Rosto de Criança / Canção Grata / Rua do Silêncio / Há Festa na Mouraria / Mouraria // CD3: Sou da Noite / O Fado dos Cheirinhos / O Nosso Amor é Livre / Partir é Morrer um Pouco / Um Homem na Cidade / A Saudade Aconteceu / Fado Maestro / O Que Sobrou de um Queixume / Dois Portos / Partida / Fado das Amendoeiras / Retalhos / Um Beijo no Futuro / Maus Tempos / Ronda / Kyrie / Elis / Vestida de Madrugada / Um Dia / Pequena Serenata Diurna
- Fado Maestro (2008, Universal)
  - Gaivota / Por Morrer uma Andorinha / Canoas do Tejo  / Bairro Alto / Lisboa Menina e Moça / Um Homem na Cidade / Os Putos / O Madrugar de um Sonho / Duas Lágrimas de Orvalho / Não és Tu / Fado Penélope / Sonata de Outono / Nasceu Assim, Cresceu Assim (ao vivo) / Teu Nome Lisboa / Palavras Minhas / Pontas Soltas / Fado da Saudade // CD2 (limitado): Ao Gosto Popular / Aprendamos o Rito / O Cacilheiro / Fado do Campo Grande / O Homem das Castanhas / Fado Varina / Fado Excursionista / Fado Moliceiro / Dois Portos / Voz Marinheira / Fado do 112 / Fado Maestro / Eu Canto / Vim Para o Fado / O Fado dos Cheirinhos / Fado Loucura (ao vivo) / Mar Português // DVD (edições especiais): O Fado de Uma Vida (documentário) / Ao Vivo no Coliseu: Duas Lágrimas de Orvalho / Menor-Maior / Aprendamos o Rito / Os Putos / Ao Vivo em Frankfurt: Loucura / Dois Portos / Teu Nome Lisboa / Fado Ultramar / Fado Maestro / Canoas do Tejo
- Voz Marinheira, Carlos do Carmo (2008, EMI)
  - Palavras Minhas / Voz Marinheira / Meu Fim de Semana / Calçada à Portuguesa / Canção da Tristeza Alegre / Um Homem na Cidade (ao vivo) / Gaivota (ao vivo) / Sonata de Outono (ao vivo) / À Memória de Anarda (ao vivo) / Duas Lágrimas de Orvalho (ao vivo) / O Amarelo da Carris (ao vivo)
- 100 Canções, 1 Vida (coleção 10 CDs, 2010, Universal/Público)
  - CD1: Os Poetas: Partida / Carta a Ângela / Sou da Noite / Não És Tu / Elegia do Amor / Gaivota / Aquela Praia Ignorada / Canção Grata / Aurora Boreal / Mar Português // CD2: Lisboa: Lisboa Oxalá / Bairro Alto / Nova Feira da Ladra / Namorados da Cidade / Júlia Florista / Fado Varina / Recado a Lisboa / Rosa da Noite / O Amarelo da carris / Lisboa Menina e Moça // CD3: Os Compositores: Fado Moliceiro / O Cacilheiro / Fado Maestro / Farro da Serra / Raiz / Velho Cantor / Estrela da tarde / Canção da Tristeza Alegre / Três Sílabas de Sal / Fado Excursionista // CD4: À Guitarra e à Viola: A Saudade Aconteceu / Duas Lágrimas de Orvalho / Fica-te Mesmo a Matar / Há Festa na Mouraria / Ao Gosto Popular / O Que Sobrou de um Queixume / Casa do Fado / VozMarinheira / Fado da Saudade / Balada Para uma Velhinha //  CD5: Os Fados Tradicionais: Vem Não Te Atrases / Vou Contigo Coração / Não se Morre de Saudade / À memória de Anarda / Aprendamos o Rito / Andorinhas / A Maria / Fado do 112 / Poetas de Lisboa / Fado Loucura //  CD6: Com Orquestras: Os Lobos e Ninguém / Maus Tempos / Palavras Minhas / Ferro-Velho / Pôr-do-Sol / Não Digam ao Fado / Uma Flor de Verde Pinho / Por Morrer uma Andorinha / No Teu Poema / Canoas do Tejo //  CD7: Outros "Fados": Fado Tropical / A Navalha / Manhã / Bailarina / Soneto a Cesário / Pedra Filosofal / Fado Penélope / Menino d'Oiro / Fado do Campo Grande / Dois Portos //  CD8: Internacional: Los Ejes de mi Carreta / Chanson d'Antan / I Giorni dell'Arcobaleno / Have a Smile on Your Face / I Have Got You Under My Skin / Something / Love Story / Pequeña Serenata Diurna / La Valse a Milel Temps / Puedo Escribir Los Versos //  CD9: Ary por Carlos do Carmo: Sonata de Outono / Kyrie / Fado Transmontano / Menor-Maior / Novo Fado Alegre / Os Putos / Fado dos Açores / O Fado dos Cheirinhos / Fado da Pouca Sorte / O Homem das Castanhas //  CD10: Ao Vivo no Casino Estoril: secção "Álbuns ao Vivo"

### Bandas sonoras
- Sem Sombra de Pecado - com o tema: O Que Sobrou de Um Queixume
- Retalhos da Vida de um Médico (série de TV) - com o tema: Retalhos
- Os Imigrantes (1981, Polygram) - com os temas: Fado dos Cheirinhos / Lisboa, Menina e Moça
- Fados, Carlos Saura (2007, EMI) - com os temas: Fado da Saudade / Um Homem na Cidade (2007) / Fado Tropical (com Chico Buarque)

### Colaborações
- Elogio da corporação [com José Mário Branco] (in 'A noite', 1985, UPAV)[42]
- O madrugar de um sonho [com CGTP-IN] (in '100 anos de Maio', 1986, CGTP-Intersindical)[43]

- Profecia [com José Cid] (in 'Camões, as descobertas... e nós', 1992, Polygram)
- Manhã [com Pedro Abrunhosa] (in 'Tempo', 1996, Universal)
- São Crianças [com Dany Silva] (in 'Tradiçon', 1999, Universal)
- Balada Para Uma Velhinha / Fado do Campo Grande [com Henk van Twillert e The Amsterdam Soloist Quintet] (in 'Fado Saudade' 2001, Numérica)
- Fotos do Fogo [com Sérgio Godinho e Camané] (in 'O Irmão do Meio', 2003, EMI)
- Viva! [com Sam The Kid] (sampler de voz) (in 'Movimentos Perpétuos - Música Para Carlos Paredes', 2003, Universal)
- Gaivota [com Joel Xavier] (in 'Lisboa', 2003, Zona Música)
- Meu Fado Calado [com Miguel Braga] (in 'Secreta Passagem', 2005, Numérica)
- Palavras Minhas [com Carlos Martins] (in 'Do Outro Lado', 2006, Som Livre)
- Rosinha [com Brigada Victor Jara] (in 'Ceia Louca', 2006, Universal)
- O Homem do Saldanha [com Marco Rodrigues] (in 'Tantas Lisboas', 2010, Universal)
- Um Homem na Cidade [com Laurent Filipe] (in 'Canções e Duetos', 2011, Farol)
- Fado Alvim [com Fernando Alvim] (in 'Os Fados e as Canções do Alvim', 2011, Universal)
- Os Velhos do Jardim [com Rui Veloso] (in 'Rui Veloso e Amigos', 2012, EMI)
- Dentro de Mim, Lisboa [com Inês Duarte] (in 'Este Fado', 2012, iPlay)
- Mistérios do Fado [com Ala dos Namorados] (in 'Razão de Ser', 2013, Farol)

### Tributos
- Novo Homem na Cidade (2004, Universal)